# 欒布
欒布（？—前145年），梁（今河南省商丘市）人，西漢軍事人物。討伐七國之亂有功，封鄃侯。死後，子欒賁繼位，漢武帝時被廢為庶人。因为彭越收尸、据理力争而被汉高祖看重，汉景帝时吴楚七国之乱，栾布以击齐之功，封鄃侯，出任燕相。中元五年逝世。燕、齐的乡民祭拜栾布为土地神，都为他立社，号栾公社。

## 簡介
早年與彭越有交情，後遭人綁架，賣到燕國當奴隸。為奴時就很有忠義之心，為主人報仇，燕國將軍臧荼提拔他為都尉。臧荼後來成了燕王，又封他為將軍。
消滅異姓王風潮時，漢朝擊破臧荼，欒布被捕，梁王彭越向劉邦請求放了欒布，又命為梁國大夫。
漢高祖、呂后誣賴彭越叛變，將彭越滅族，梟首，屍體酼刑，禁止任何人斂葬、祭祀。欒布奉使自齊還，哭祭彭越，為吏所捕。高祖本欲將之烹殺，欒布卻說：「陛下被困於彭城，兵敗滎陽、成皋之時，項羽之所以不能順利西進，就是因為彭王為漢軍據守著梁地。當時，只要彭王與楚聯合，漢就敗；跟漢聯合，楚就敗。垓下之戰，沒有彭王參與，項羽不會滅亡。如今天下已安，漢朝剖符節、加封號賜予彭王，彭王也想把這個王爵世襲傳給子孫（不想造反）。現在陛下僅僅是到梁國徵兵，彭王生病缺席，陛下心疑他謀反，可是根本沒有謀反的証據，卻因苛求小案而將他滅族，我害怕的是功臣們人人自危。現在彭王已經死了，我也是生不如死，就請烹殺我好了。」於是高祖以忠義釋其罪，任都尉。
漢文帝時，為燕國相。七國之亂時，以擊齊之功，封鄃侯。
欒布性格愛恨分明，曾說：「窮困時不能屈辱自己的身分，降低自己的心志，不算是個人；富貴時不能恣意為所欲為，不算是個賢人。」所以對恩人一律好好報答，對仇家，一律檢索其違法之處，然後依照法律條文，把他們處死。
《漢書·欒布傳》說燕、齊之地祭拜欒布為土地神，稱之欒公社。

## 延伸阅读
[在维基数据编辑]
 《史記/卷100》，出自司馬遷《史記》
 《漢書·卷037》，出自班固《漢書》